# 颤螺菌属
颤螺菌属（Oscillospira）是颤螺菌科的一属革兰氏阴性菌。能产生芽胞。细胞呈大的杆状或丝状。出现于食草动物的肠道。该属的模式种也是唯一种为吉氏颤螺菌（Oscillospira guilliermondii）。

## 下属物种
本属包括以下物种：
- 吉氏颤螺菌 Oscillospira guilliermondii Chatton and Pérard 1913[1]，也拼作Oscillospira guilliermondi